# Cathy Downs

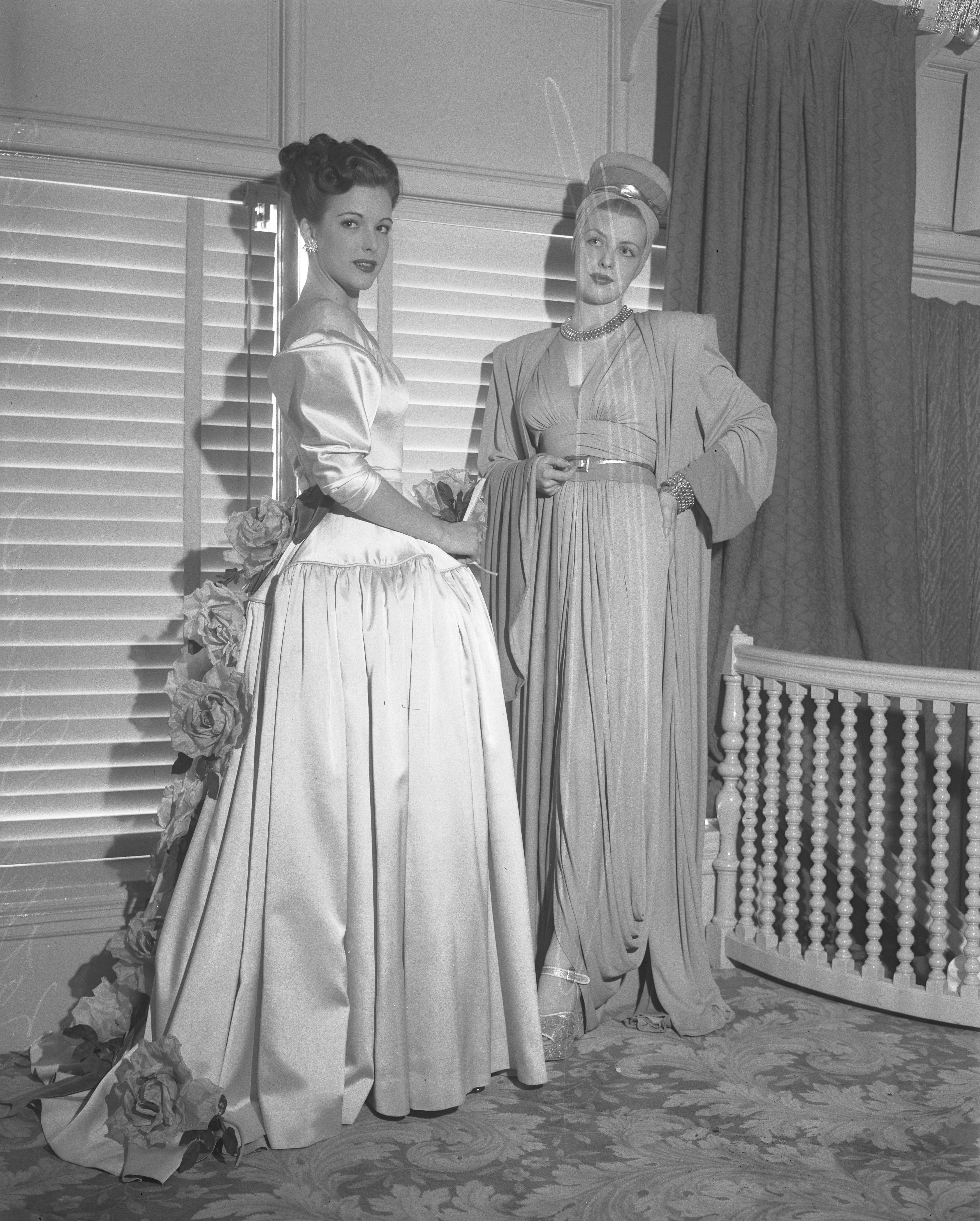
Cathy Downs (links) um 1946

Catherine „Cathy“ Downs (* 3. März 1924 in Port Jefferson, Long Island, New York; † 8. Dezember 1976 in Los Angeles, Kalifornien) war eine US-amerikanische Schauspielerin.

## Leben
Downs arbeitete zunächst als Model, bevor sie Im Jahr 1944 einen Filmvertrag bei 20th Century Fox erhielt. Im folgenden Jahr hatte sie im Abspann nicht genannte Nebenrollen in drei Spielfilmen, darunter im mit dem Oscar ausgezeichneten Filmmusical Jahrmarkt der Liebe sowie im für den Oscar nominierten Filmmusical Dolly Sisters. 1946 besetzte sie John Ford für die weibliche Hauptrolle in seinem Western Faustrecht der Prärie und zog sie dabei Jeanne Crain vor. Dies sollte der Höhepunkt ihrer Karriere bleiben.
Im Jahr darauf spielte sie die Hauptrolle im B-Movie For You I Die und war 1948 im Western Der Rächer von Texas zu sehen, Blake Edwards’ erster Film als Drehbuchautor und einer seiner letzten als Schauspieler. Es folgten einige weitere Western, unter anderem die Abbott und Costello-Filmkomödie Strick am Hals. 1951 spielte sie neben Joe Kirkwood Jr. in Joe Palooka in Triple Cross, im Jahr darauf heirateten die beiden. 1954 waren sie zusammen in der Fernsehserie The Joe Palooka Story zu sehen, von der 25 Folgen entstanden. 
Im Jahr 1955 wurde ihre Ehe geschieden, im Jahr darauf heiratete sie Robert Brunson. Downs war ab 1952 hauptsächlich im Fernsehen zu sehen und versuchte nun wieder im Filmgeschäft Fuß zu fassen. Sie erhielt jedoch nur noch Rollen in B-Movies wie Roger Cormans Western Einer schoss schneller und den Horrorfilmen Geschöpf des Schreckens und Der Koloß. Ihren letzten Spielfilmauftritt hatte sie 1958 in Bestie des Grauens. Danach folgten sporadischer werdende Fernsehauftritte, unter anderem in Tausend Meilen Staub und Perry Mason.
Im Jahr 1963 wurde auch ihre zweite Ehe geschieden. Ab Mitte der 1960er Jahre blieben die Angebote aus und Downs war mehrere Jahre arbeitslos. Als ihr Ex-Ehemann Joe Kirkwood Jr. 1976 von ihrer prekären finanziellen Lage erfuhr und sie finanziell unterstützen wollte, war sie bereits einer Krebserkrankung erlegen.

## Filmografie (Auswahl)
- 1945: Jahrmarkt der Liebe (State Fair)
- 1946: Feind im Dunkel (The Dark Corner)
- 1946: Sinfonie in Swing (Do You Love Me)
- 1946: Faustrecht der Prärie (My Darling Clementine)
- 1948: Der Rächer von Texas (Panhandle)
- 1948: Strick am Hals (The Noose Hangs High)
- 1949: Zweikampf am Red River (Massacre River)
- 1950: Zweikampf bei Sonnenuntergang (The Sundowners)
- 1952: The Lone Ranger
- 1954–1955: The Joe Palooka Story (25 Folgen, 1954–1955)
- 1955: Ein Fall für Johnny Denton (The Big Tip Off)
- 1956: Einer schoss schneller (The Oklahoma Woman)
- 1956: Geschöpf des Schreckens (The She-Creature)
- 1957: Der Koloß (The Amazing Colossal Man)
- 1958: Bestie des Grauens (Missile to the Moon)
- 1961: Tausend Meilen Staub (Rawhide)
- 1965: Perry Mason

## Auszeichnungen
- Stern auf dem Hollywood Walk of Fame (6646 Hollywood Boulevard)